# Flughafen Kagoshima

i7
i11
i13
Der Flughafen Kagoshima (japanisch 鹿児島空港 Kagoshima Kūkō, IATA-Code: KOJ, ICAO-Code: RJFK) ist ein Regionalflughafen in Kirishima in der japanischen Präfektur Kagoshima, welcher mit inländischen Verbindungen und Verbindungen nach Südkorea vor allem die Städte Kagoshima und Kirishima an das Luftverkehrsnetz anbindet. Das japanische Gesetz stuft den Flughafen als Flughafen zweiter Klasse ein.